# オンドジェイ・コラーシュ
オンドジェイ・コラーシュ（チェコ語: Ondřej Kolář、1994年10月17日 - ）は、チェコのサッカー選手。チェコ代表。ポジションはGK。

## クラブ歴
FCスロヴァン・リベレツの下部組織出身で2013年1月にトップチームに昇格した。翌月にFKヴァルンスドルフに期限付き移籍し、5月4日に選手初出場を記録した。その後2016年に再びヴァルンスドルフに期限付き移籍した。
2018年1月にSKスラヴィア・プラハに100万ユーロで移籍し、チェコ1部リーグ史上最高額のゴールキーパーとなった。同年7月26日には契約を2022年6月まで更新した。2020年8月29日の試合で後半アディショナルタイムに味方が得たペナルティキックを決めてプロ初得点を記録した。

## 代表歴
2019年11月17日に行われたUEFA EURO 2020予選グループAのブルガリア代表戦で代表初出場を記録した。